# Chełmiec (województwo lubelskie)
Chełmiec – wieś w Polsce położona w województwie lubelskim, w powiecie krasnostawskim, w gminie Kraśniczyn.
W latach 1975–1998 miejscowość administracyjnie należała do województwa chełmskiego.
Wieś połączona drogą lokalną z drogą wojewódzką 843 łączącej Chełm z Zamościem, w okolicy urokliwej pełnej wzgórz i wąwozów.
Wieś stanowi sołectwo gminy Kraśniczyn. Według Narodowego Spisu Powszechnego (III 2011 r.) wieś liczyła 157 mieszkańców.
Wierni Kościoła rzymskokatolickiego należą do parafii św. Apostołów Piotra i Pawła w Kraśniczynie.